# 안성 나들목
안성 나들목(Anseong IC)은 경기도 안성시 공도읍 승두리에 설치된 경부고속도로의 40번 교차로(나들목)이다.교차로 옆에는 남아프리카군 한국전쟁 참전 기념비가 있다.

## 연혁
- 1969년 9월 2일 : 경부고속도로 오산 ~ 천안 구간 개통에 따라 안성IC으로 영업 개시[2]
- 1995년 3월 18일 : 나들목 요금소 확장 공사로 인해 경기도 안성군 공도면 승두리 700m 구간 도로구역 변경[3]
- 1997년 : 안성시를 무시하고 평택시는 마음대로 IC명 변경을 시도했었다. 단 5일간 동안 안성평택으로 나들목 명칭이 바뀌었지만 안성의 거센 반발로 다시 원래 명칭인 안성 나들목으로 명칭 복구
- 1998년 7월 4일 : 1999년 12월까지 나들목 요금소 차선 확장 공사로 인해 경기도 안성군 공도면 승두리 ~ 진사리 360m 구간 도로구역 변경[4]

## 구조물 정보
- 영업소: 경기도 안성시 공도읍 승진길 37

## 접속하는 도로
- 국도 제38호선 (서동대로)

## 교통량 정보
| 요금소        | 통행량 (대/일) | 통행량 (대/일) | 통행량 (대/일) | 통행량 (대/일) | 통행량 (대/일) | 통행량 (대/일) | 통행량 (대/일) | 통행량 (대/일) | 통행량 (대/일) | 통행량 (대/일) | 각주  |
| 요금소        | 2001년         | 2002년         | 2003년         | 2004년         | 2005년         | 2006년         | 2007년         | 2008년         | 2009년         | 2010년         | 각주  |
| ------------- | -------------- | -------------- | -------------- | -------------- | -------------- | -------------- | -------------- | -------------- | -------------- | -------------- | ----- |
| 안성 (폐쇄식) | 18,721         | 19,558         | 19,020         | 19,647         | 19,130         | 19,360         | 19,258         | 17,165         | 17,041         | 17,078         | [ 5 ] |
| 요금소        | 2011년         | 2012년         | 2013년         | 2014년         | 2015년         | 2016년         | 2017년         | 2018년         | 2019년         |                | [ 5 ] |
| 안성 (폐쇄식) | 16,924         | 16,835         | 16,056         | 16,666         | 17,913         | 19,262         | 20,074         | 20,463         | 20,053         |                | [ 5 ] |